# Leopold Musil (malíř)
Leopold Musil (2. září 1920, Luka nad Jihlavou – 21. května 1997, Kutná Hora) byl český malíř, známý především svými krajinářskými díly, uměleckými zátišími či městskými scenériemi. Maloval pod vlivem impresionismu a pro jeho díla je typická vysoká pastóznost jeho obrazů, pro kterou byl výtvarným kritikem Gustavem Erhartem přirovnán k Vincentu van Goghovi. V různých zdrojích bývá mylně uváděno datum jeho narození 2. prosince.

## Život a vzdělání
Leopold Musil se narodil 2. září (nikoliv, jak bývá mylně uváděno 2. prosince) 1920 v malebném městysu v Lukách nad Jihlavou na Českomoravské vrchovině, kde se pravděpodobně rodily první impulzy k jeho budoucí výtvarné dráze. Studoval na reálném gymnáziu v Moravských Budějovicích, které dokončil v roce 1939. Jeho umělecká kariéra se však plně začala rozvíjet až po druhé světové válce, kdy se zapsal na pražskou Akademii výtvarných umění.
Na Akademii studoval pod vedením významných profesorů, jako byli Ján Želibský, Jakub Obrovský, Josef Loukota či Vratislav Nechleba. Musil brzy získal uznání a obdržel také dvakrát cenu Akademie (v letech 1947 a 1949). Byl rovněž členem Svazu československých výtvarných umělců. Velkou část svého života prožil v Praze, která mu byla nekončící inspirací v jeho díle. Velice rád však také svým štětcem zachycoval dojmy z různých okamžiků při svých cestách do zahraničí.

## Kariéra a výstavy
Během své kariéry se Leopold Musil účastnil četných výstav v České republice i v zahraničí, včetně míst jako Oslo, Vídeň, Tokio, Toronto a Buenos Aires. V domácím prostředí pravidelně vystavoval v Praze v letech 1951–1969 na výstavách Jednoty umělců výtvarných a v předních pražských salónech. Kromě toho měl samostatné výstavy v mnoha dalších českých městech. V roce 1954 se účastnil výstavy Mladá generace v ČSR v Brně. Následně odjel studovat do Paříže.
Roku 1975 začal Musil podnikat plenérové malby v malebném Posázaví společně se svojí talentovanou žákyní Zdeňkou Holejšovskou. Tato etapa jeho tvorby přinesla nový rozměr se surreálními prvky, které lze spatřit například v obrazech jako Víno na stole nebo Podzimní kytice.

### Samostatné výstavy
1952 – Jihlava – Zábřeh – Moravské Budějovice; 1953 – Dačice – Praha, Jízdárna Pražského hradu; 1954 – Moravské Budějovice; 1966 – Plzeň; 1967 – Moravské Budějovice – Rakovník; 1968 – České Budějovice; 1969 – Kralupy; 1978 – Český Brod – Hořovice; 1980 – Praha, Dělnický dům – Praha, Vysoká škola SNB; 1982 – Bratislava, Vysoká škola SNB a další.

### Kolektivní výstavy
1954, 1955, 1958, 1988 – Praha, Pražský salon; 1968 – Praha, Galerie U Řečických, JUV; 1970 – Praha, Galerie U Řečických, Sochy, obrazy, grafika; 1988 – Praha, PKOJF, Salon pražských výtvarných umělců; 1990–1991 – Senica, Záhorská galéria, Maliarska škola Jána Želibského a další.
Jeho četné (často prodejní) výstavy vedly k hojnému rozšíření jeho děl, především mezi krajany v České a Slovenské Republice.

## Umělecký odkaz
Musilův umělecký odkaz tkví především v jeho schopnosti zachytit podstatu okamžiku a přenést ji na plátno (či sololit, který byl jeho oblíbeným podkladem pro většinu obrazů). Jeho díla, zejména krajinomalby, jako Krajina před bouří a Čekanov v zimě, jsou považována za výjimečná a jsou známá pro svou poetičnost a sílu vyjádření.
Významný český kritik umění, Gustav Erhart o něm prohlásil následující: "Leopold Musil byl především krajinář; malíř okouzlený proměnlivým koloritem nejrůznějších venkovských i městských scenérií, jejichž jedinečnost dokázal zachytit v „okamžiku nejpříhodnějším“, tak jako nemnohý z jeho vrstevníků. Teplo slunečního světla, akcentující stín, působivá konsonance barev, přesně volené odstíny vysokých past, někdy téměř jakoby ve van Goghovsky „žhoucí“ skladebnosti, tvarová redukce vystihující podstatné – to vše na jeho obrazech dotvářelo dokonalou symbiózu a harmonii, kterých divák ani po letech nezapomíná a na které je ochoten vždy znovu a rád se těšit."
Leopold Musil se věnoval mimo jiné krajinomalbě, kde exceloval v zachycování proměnlivého koloritu venkovských i městských scén. Jeho obrazy vynikaly teplem slunečního světla, působivými kontrasty stínu a precizně volenými odstíny barev. Rovněž velice rád svými vysokými pastami zachycoval dění na moři, či v přístavech. Ve své snaze dokonale zachytit dojem z okamžiku a vzhledem k využívané technice malby, bývá Leopold Musil označován přízviskem "český Vincent van Gogh".
Musilova tvorba zahrnovala nejen krajinomalbu, ale také ovocná a květinová zátiší, portréty, žánrové scény, akty, i obrazy s náboženskou tematikou. Mezi jeho známější díla patří Krajina před bouří, Čekanov v zimě, U mlýnského potoka, Předjaří, Stromy u obilí, Moře na Rujáně, Zátiší s ananasem, Slunečnice a mnohé další.
Přestože Musilova díla byla vystavována po celém světě, informace o jednotlivých obrazech a podmínkách jejich vzniku, jsou často nedostatkové. Umělec sám zdůrazňoval nadčasovost svých děl a spíše než na konkrétní datace obrazů klade důraz na výrazovou sílu a poetiku své tvorby.
I přes několik desetiletí zdánlivého zapomenutí, začaly jeho obrazy od roku 2017 znovu hojněji vystupovat na aukcích, kde si získávají pozornost sběratelů a jejich cena postupně stoupá. Musilova tvorba zůstává jedinečným a nepřehlédnutelným příspěvkem k české moderní malbě.
Doposud nejdražší aukční prodej jeho obrazu byl zaznamenán 17.9.2024, kdy konečná kladívková cena v online aukci byla 38 000 Kč. Včetně aukční přirážky tak nový majitel za svůj obraz zaplatil bezmála 50 000 korun. Jednalo se o obraz nesoucí název "Benátky", kde Leopold Musil mistrovsky zachycuje pohled na překrásný interiér tohoto významného města. 

## Závěr života
Leopold Musil zemřel 21. května 1997 v Kutnohorské oblastní nemocnici v důsledku náhlého srdečního selhání.